# Polskie wojska kolejowe w wojnie polsko-bolszewickiej
Polskie wojska kolejowe w wojnie polsko-bolszewickiej – organizacja i działania wojsk kolejowych w okresie wojny polsko-bolszewickiej.
Podstawowym zadaniem polskich wojsk kolejowych na froncie przeciwbolszewickim było zapewnienie zaopatrzenia dla walczących wojsk. Od lutego 1919 tworzono kombinowane kolejowe bataliony budowlano-ruchowe. W styczniu 1920 funkcjonowało 6 takich batalionów, a w podległości MSWojsk. znajdowały się 3 bataliony zapasowe, batalion szkolny oraz kompania zapasowa formacji specjalnych. Od wiosny 1920 do istniejących batalionów kolejowych i batalionów budowlano-ruchowych dodano po dwie kompanie, uznając je za bataliony pierwszej linii. Do wojsk operacyjnych włączono też 3 samodzielne kompanie drugiej linii. Wiosną 1920 operacyjny człon wojsk kolejowych liczył 198 oficerów i 8669 szeregowych. Latem utworzono 12 batalionów wojsk kolejowych o składzie czterokompanijnym. Wojska kolejowe od 1 stycznia do 1 lipca 1920 wybudowały 157 mostów, 137 km linii telefonicznych i telegraficznych, około dwustu kilometrów torów dla kolejek wąskotorowych, odbudowały 1665 km linii telefonicznych i telegraficznych, przekuły 1026 km szerokiego toru na normalny, odprawiły 78 124 transporty wojskowe. Podczas odwrotu wojsk polskich na Ukrainie zniszczyły 657 mostów i innych obiektów kolejowych.

## Organa naczelne wojsk kolejowych

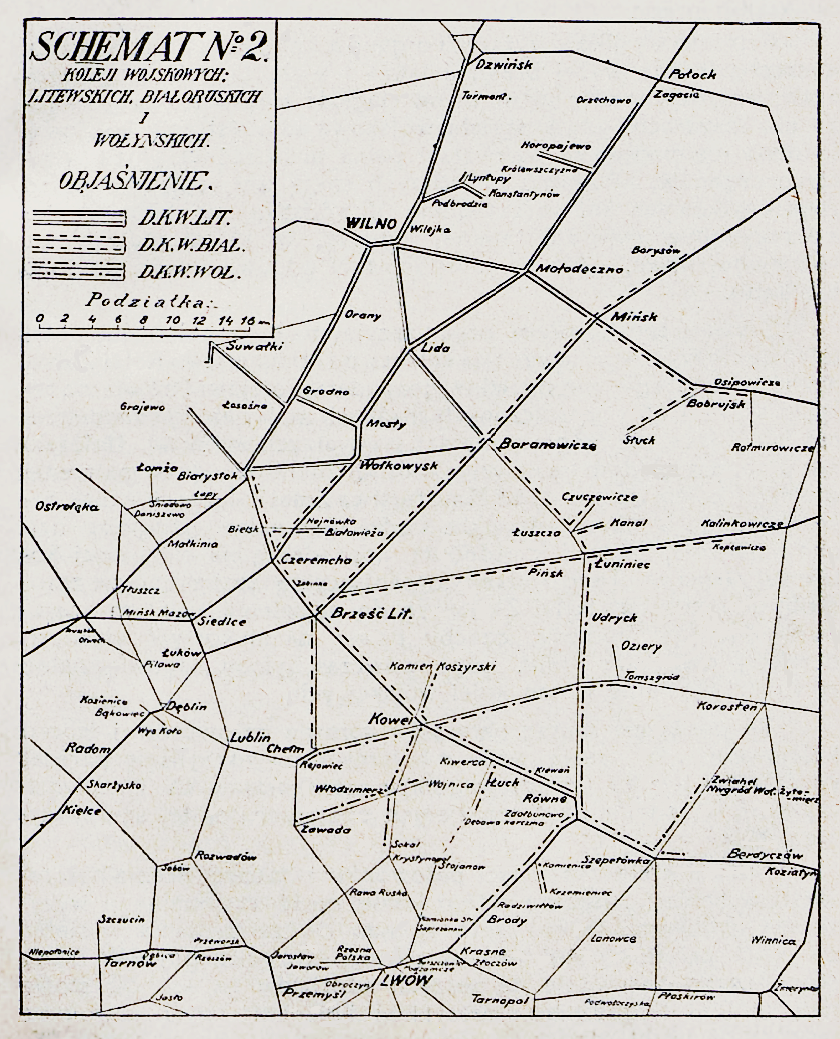
Aleksander Szychowski, Koleje wojskowe w ubiegłej wojnie. (1918 r.–1920. r.)

Już w listopadzie 1918 przystąpiono w Polsce do organizacji wojsk kolejowych. Brakowało wykwalifikowanej kadry i sprzętu. 6 listopada 1918 powołany został urząd Szefa Polskiego Kolejnictwa Wojskowego, a 28 listopada Oddział III Kolejowy Sztabu Generalnego pod kierownictwem mjr. Jana Brzozowskiego. Komórka zajmowała się organizacją i funkcjonowaniem wojsk kolejowych, nadzorowała formowanie, uzupełnianie i szkolenie kolejowych oddziałów wojskowych, a także działalność warsztatów i parków kolejowych. Była też odpowiedzialna za budowę i wyposażanie pociągów pancernych. W jej kompetencjach leżał nadzór nad organizacją łączności kolejowej oraz pracą wojskowych instytucji odpowiedzialnych za przygotowywanie i prowadzenie transportów wojskowych.
W marcu 1919 nastąpiła reorganizacja centralnych władz wojskowych. W Ministerstwie Spraw Wojskowych utworzona została Sekcja Kolejowa, która wraz z Sekcją Automobilową utworzyły w kwietniu Departament Komunikacyjny, a w maju, po połączeniu z Departamentem Technicznym, utworzono Departament Techniczno-Komunikacyjny, kierowany przez płk. Jana Niesiołowskiego. W tym czasie Sekcją Kolejową z wydziałami transportu, kolei wojskowych i technicznym kierował ppłk Egon Busek. Początkowo w strukturze MSWojsk. znajdowało się także Dowództwo Wojsk Kolejowych, które na początku kwietnia przekształcone zostało w Inspektorat Wojsk Kolejowych, podległy II wiceministrowi spraw wojskowych, z szefem gen. Wiktorem Gawrońskim. Inspektorat odpowiadał za wyszkolenie oraz stan gotowości bojowej, a także za organizację oddziałów wojsk kolejowych. Przygotowywał też specjalistyczne podręczniki, regulaminy i instrukcje. Współpracował on z Departamentem Techniczno-Komunikacyjnym i Ministerstwem Kolei Żelaznych.
Kolejnym organem zajmującym się kolejnictwem wojskowym w strukturach MSWojsk. był Centralny Zarząd Kolei Wojskowych pod dowództwem ppłk Franciszka Fabry. Zastępcą szefa zarządu był ppłk Mieczysław Niebieszczański, któremu podporządkowane były dowództwa kolei regionalnych. Dowódcą Wojskowych Kolei Litewskich płk Stanisław Słupecki (do 27 maja 1919), a dowódcą Wojsk Kolei Białoruskich płk Józef Lipiński. Z dniem 15 maja 1920 Zarząd rozwiązano. Jeszcze w lutym 1920 Inspektorat Wojsk Kolejowych przeszedł w podporządkowanie Naczelnego Dowództwa WP i został podporządkowany Generalnemu Inspektorowi Wojsk Technicznych gen. Władysławowi Wejtko, zaś w MSWojsk. za kolejnictwo odpowiadał Oddział VI Zaopatrzenia i Transportu Sztabu kierowany przez gen. Juliusza Malczewskiego, a w zasadzie Sekcja Wojsk Kolejowych gen. Wiktora Gawrońskiego, wchodząca w skład Departamentu II Wojsk Technicznych gen. Emila Gołogórskiego.
Struktury podległe MSWojsk. odpowiadały za formowanie, szkolenie i zaopatrzenie wojsk kolejowych, a pion Naczelnego Dowództwa WP kierował wykorzystaniem tych wojsk do zaspokojenia potrzeb operacyjnych frontów. Początkowo operacyjna działalność realizowana była w Oddziale III Kolejowym SG WP. Od maja 1919 sprawy te przejął Oddział IVA Kolejowy podległy II zastępcy szefa Sztabu Generalnego. W grudniu oddział został przemianowany na Szefostwo Kolejnictwa Polowego SG ND WP, kierowane przez ppłk. Jana Brzozowskiego.

## Formowanie oddziałów wojsk kolejowych
Już w 1918 Sztab Generalny zamierzał utworzyć pułk kolejowy w Jabłonnie. Rozkaz Sztabu Generalnego z 21 listopada 1918 nakazywał formowanie pułku kolejowego, a z 8 grudnia tegoż roku stwierdzał istnienie Polskiego Pułku Kolejowego. W wyniku dalszych prac planistycznych zamysł ten zarzucono i na podstawie rozkazu SG WP z 4 lutego 1919 rozpoczęto formowanie kombinowanych budowlano-ruchowych batalionów kolejowych z przewagą czynnika budowlanego. Na dzień 1 marca 1919 na froncie działało osiem kompanii kolejowych i dwa dowództwa batalion, na zapleczu zaś batalion szkolny, o składzie czterech kompanii szkolnych.
Po przybyciu do kraju Armii gen. Hallera, z jej składu sformowano dwie samodzielne kompanie kolejowe, które po pewnym czasie weszły w skład tworzącego się wówczas 5 batalionu kolejowego. Po scaleniu Wojsk Wielkopolskich z Wojskiem Polskim, 1 Wielkopolski batalion kolejowy został wcielony do wojsk kolejowych jako 6 batalion. Ponadto wystawiono jeszcze dwie samodzielne kompanie motorowe. Wszystkie kompanie kolejowe posiadały początkowo numerację arabską, ogólną dla wszystkich batalionów, następnie zaś wprowadzono osobną numerację dla każdego z nich.
W styczniu 1920 funkcjonowało sześć batalionów kolejowych, każdy w składzie 4 kompanii. Ponadto działały też dwie samodzielne kompanie kolejowo-motorowe. Łącznie w wojskach operacyjnych znajdowało się 125 oficerów i 6083 szeregowych wojsk kolejowych. 12 stycznia 1920 Naczelne Dowództwo nakazało sformowanie trzech kompanii parkowych, przeznaczonych do zaopatrywania w narzędzia i materiały batalionów wojsk kolejowych. 1 kompania, przeznaczona dla 1 i 2 batalionu, rozwinęła się we Lwowie, 2 kompania w Mołodecznie dla 3 i 4 batalionu, a dla 5 i 6 batalionu sformowana została w Łunińcu 3 kompania parkowa. W skład kompanii parkowej wchodziły: pluton służby materiałowej odpowiedzialny za realizowanie zamówień na narzędzia i materiały i pluton warsztatowy – ruchomy warsztat naprawy narzędzi i motorów w kompaniach kolejowych. W marcu zlikwidowano batalion szkolny, a w jego miejsce stworzono „linię ćwiczebną” Zawada-Włodzimierz Wołyński liczącą około 98 km. Na „Linii” odbywało się praktyczne szkolenie żołnierzy w zakresie ruchu i konserwacji. Niepowodzenia na Ukrainie spowodowały opuszczenie „ćwiczebnej linii” i przeformowanie jej obsady kadrowej na 10 batalion kolejowy.
Celem kształcenia kadr, zorganizowano wiele kursów specjalistycznych i Szkołę Oficerską Wojsk Kolejowych. Ponadto w podległości MSWojsk. w głębi kraju znajdowały się trzy bataliony zapasowe, batalion szkolny oraz kompania zapasowa. W niedługim czasie Ministerstwo Kolei Żelaznych sformowało kolejne 9 kompanii. Wiosną 1920 do istniejących batalionów kolejowych i budowlano-ruchowych dodano po dwie kompanie, uznając je za bataliony pierwszej linii. Do wojsk operacyjnych włączono też trzy samodzielne kompanie drugiej linii. Dawało to łączną liczbę 39 kompanii, w tym 24 specjalizujące się w budownictwie trakcji kolejowej i 15 kompanii przeznaczonych do zapewnienia eksploatacji szlaków kolejowych. Nadal też w składzie tych wojsk znajdowały się dwie kompanie kolejowo-motorowe. W tym czasie operacyjny człon wojsk kolejowych liczył 198 oficerów i 8669 szeregowych.
Ostatecznie polowe wojska kolejowe liczyły latem 1920 sześć batalionów po 6 kompanii, w drugim rzucie miały 3 samodzielne kompanie oraz 2 kompanie motorowe. 1 lipca 1920 front przeciwbolszewicki dysponował 44 kompaniami kolejowymi w tym 24 drogowe, 15 ruchowych, 2 motorowe, 3 parkowe o łącznej liczebności 203 oficerów, 8839 szeregowych i podoficerów.
Latem 1920 nastąpiła reorganizacja operacyjnych wojsk kolejowych. Utworzono 12 czterokompanijnych batalionów wojsk kolejowych. 30 września szef Kolejnictwa Polowego ppłk Jan Brzozowski dokonał nowego podziału formacji wojsk kolejowych. Do nowej 3 Armii przydzielono 5 batalion kolejowy oraz 2 kompanię 7 batalionu. W składzie 4 Armii znalazł się 1., 5., 6. i 9. batalion kolejowy, a w 3 Armii pozostały 3., 4. i 10. batalion kolejowy. Ponadto 6 Armia dysponowała 8., 10. i 11. batalionem kolejowym. W jej składzie znalazły się też cztery kompanie 2 batalionu kolejowego i dwie kompanie 7 batalionu kolejowego, dwie kompanie 12 batalionu, 2 kompania motorowa oraz trzy kompanie jeńców, które do tej pory wchodziły w skład 3 Armii. Taka struktura obowiązywała do wiosny 1921.
Obsada i wyposażenie kompanii według etatów wojsk kolejowych
| Kompania          | Obsada personalna | Obsada personalna | Obsada personalna | Wyposażenie | Wyposażenie | Wyposażenie |
| Kompania          | oficerowie        | podoficerowie     | szeregowcy        | samochody   | motocykle   | wozy        |
| ----------------- | ----------------- | ----------------- | ----------------- | ----------- | ----------- | ----------- |
| pakowa            | 4                 | 20                | 212               | 4           |             | 5           |
| motorowa          | 6                 | 39                | 283               | 1           | 1           | 3           |
| kolejowa i linii  | 6                 | 46                | 240               | 1           | 1           | 5           |
| kolejowa II linii | 6                 | 52                | 226               |             |             | 3           |
| robocza           | 5                 | 14                | 286               |             |             | 8           |
| jeńców            | 3                 | 11                | 241               |             |             | 4           |
| dowództwo baonu   | 6                 | 18                | 43                | 1           | 1           | 7           |

## Działania jednostek kolejowych na froncie

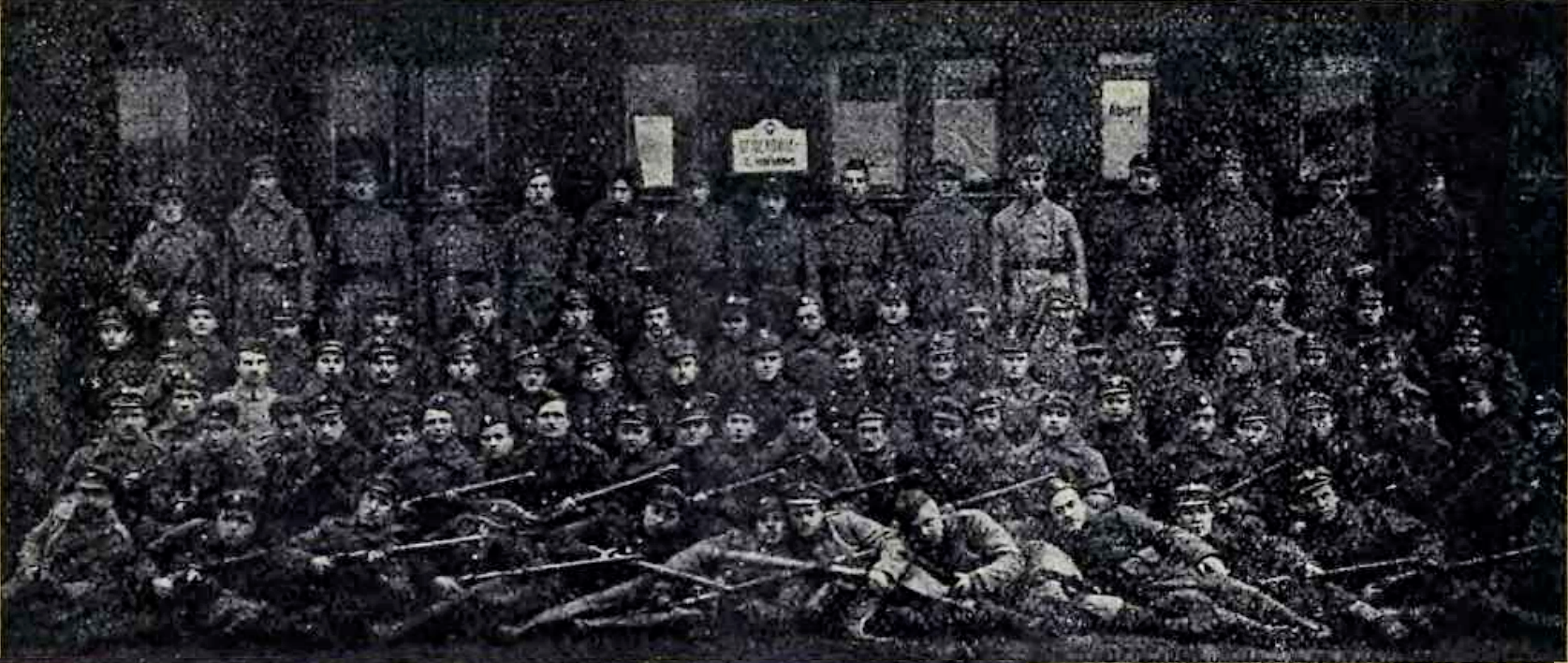
16 kompania kolejowa okręgu wileńskiego

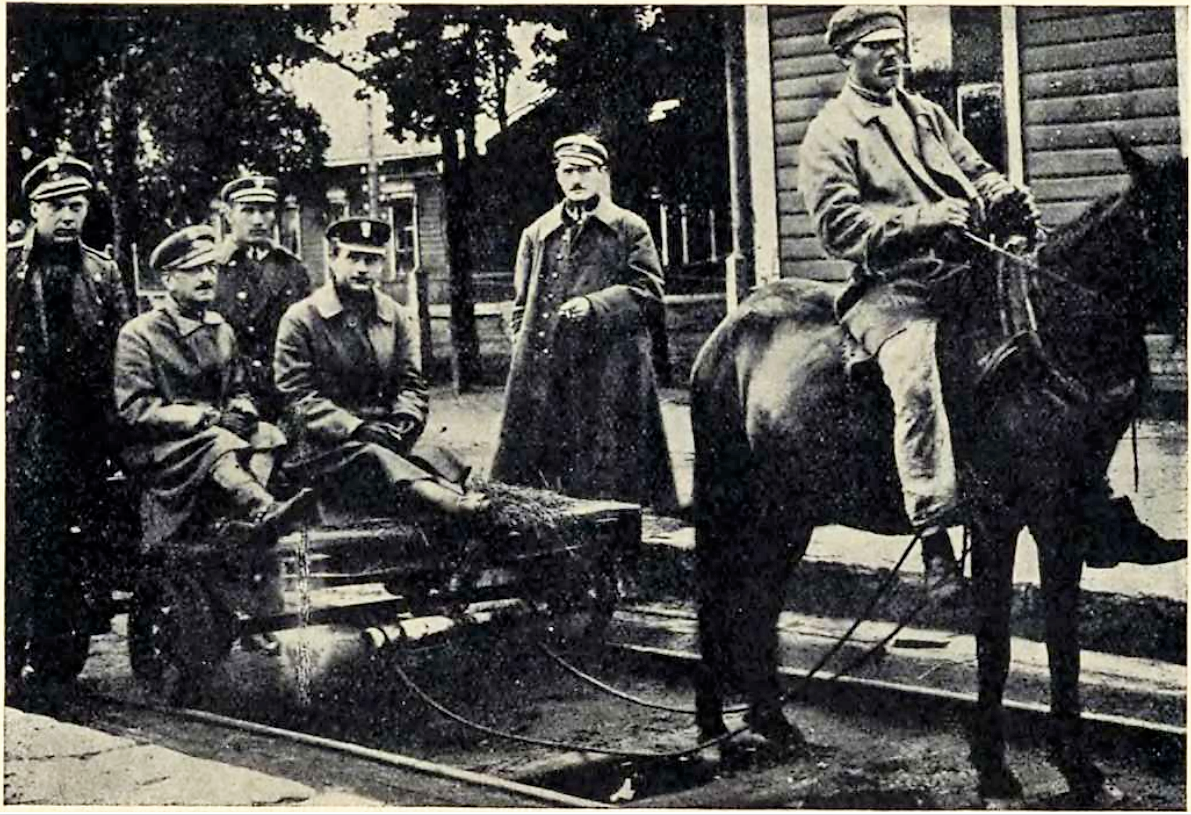
Oryginalny sposób komunikacji na Froncie Wschodnim; 1919

W kwietniu i maju pierwsze kompanie kolejowe wyjechały na front polsko-sowiecki. Podczas walk o Wilno kompania 4 batalionu kolejowego, przy pomocy miejscowych kolejarzy, uruchomiła linię Wilno-Lida, umożliwiając tym transport posiłków dla grupy gen. Śmigłego-Rydza. Kiedy 10 lipca oddziały gen. Antoniego Listowskiego zdobyły Łuniniec, kompanie 3 batalionu kolejowego uruchomiły połączenie z Pińskiem, co ułatwiło zaopatrywanie wojska. W końcu lipca kwaterujący w Lidzie 4 batalion kolejowy otrzymał do dyspozycji kompanię robotniczą nr 8 sformowaną z jeńców ukraińskich, a 3 batalion kolejowy w Baranowiczach kompanię robotniczą nr 72. Na Białorusi, Polesiu i Wołyniu kompanie kolejowe „przekuwały” linie szerokotorowe na normalnotorowe. Jeśli pozwalały na to zapasy szyn, kładziono dodatkową trzecią szynę.
Jesienią 1919 przystąpiono do budowy nowych połączeń, linii rokadowych normalnotorowych i wąskotorowych.
W okresie od 1 grudnia 1918 do 1 grudnia 1919 kompanie kolejowe naprawiły i odbudowały 293 kilometry linii kolejowych, uruchomiły 4470 kilometrów linii kolejowych, „przegwoździły” 1925 kilometrów torów, wybudowały 33 km nowych linii kolejowych, naprawiły 82 km kolei wąskotorowych,186 mostów, 25 stacji wodnych i 6 ramp. Ponadto naprawiły 110 km linii telegraficznych i telefonicznych. 1 grudnia 1919 szef Kolejnictwa Polowego dysponował na froncie 24 kompaniami kolejowymi i dwoma motorowymi. W sumie miał do dyspozycji 125 oficerów, 6083 szeregowych i podoficerów. Na początku marca 1920 kompanie kolejowe nr 9.,19. i 20. wzięły udział w uderzeniu Grupy Poleskiej gen. Władysława Sikorskiego na Mozyrz i Kalenkowicze. W ciągu trzech dni „przekuły” ponad 70 kilometrów linii kolejowej.
W związku z przygotowaniami do ofensywy na Ukrainie, w pierwszej dekadzie kwietnia, dokonano podziału formacji kolejowych między armie:
| Armia         | baon kolejowy       | kompanie kolejowe | kompanie parkowe | kompanie jeńców |
| ------------- | ------------------- | ----------------- | ---------------- | --------------- |
| 1 Armia       | 4 baon kolejowy     | 6                 | 1                | 1               |
| 2 Armia       | 2 i 6 baon kolejowy | 7                 | 1                | 1               |
| 4 Armia       | 2 i 5 baon kolejowy | 9                 | 1                | 1               |
| 6 Armia       | 1 baon kolejowy     | 6                 | 1                | 1               |
| 7 Armia       | –                   | –                 | –                | 1               |
| Rezerwa ND WP | –                   | 3                 | –                | –               |
| Razem         | 6                   | 31                | 4                | 5               |

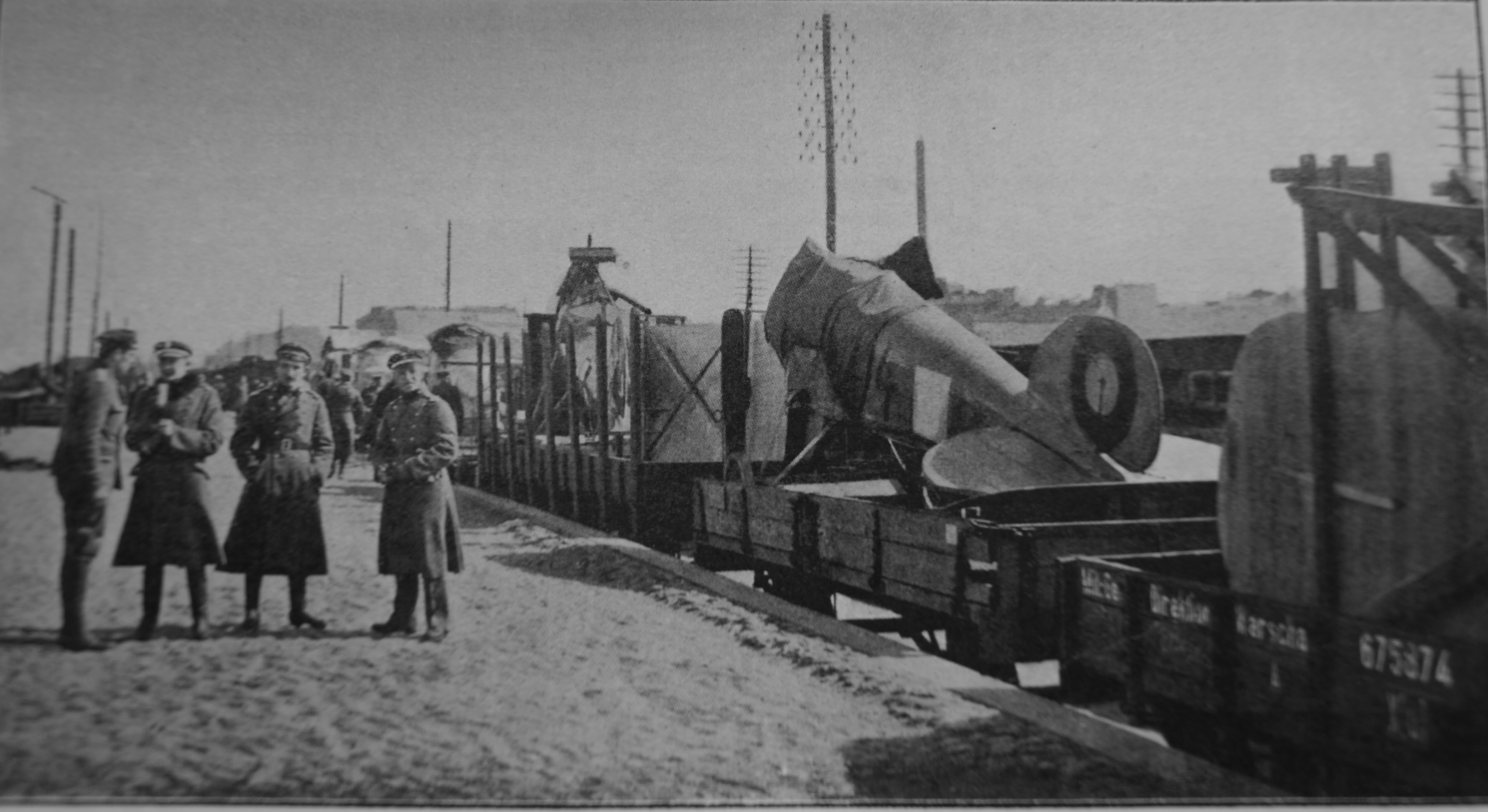
Transport samolotów 8 eskadry wywiadowczej na front w kwietniu 1919

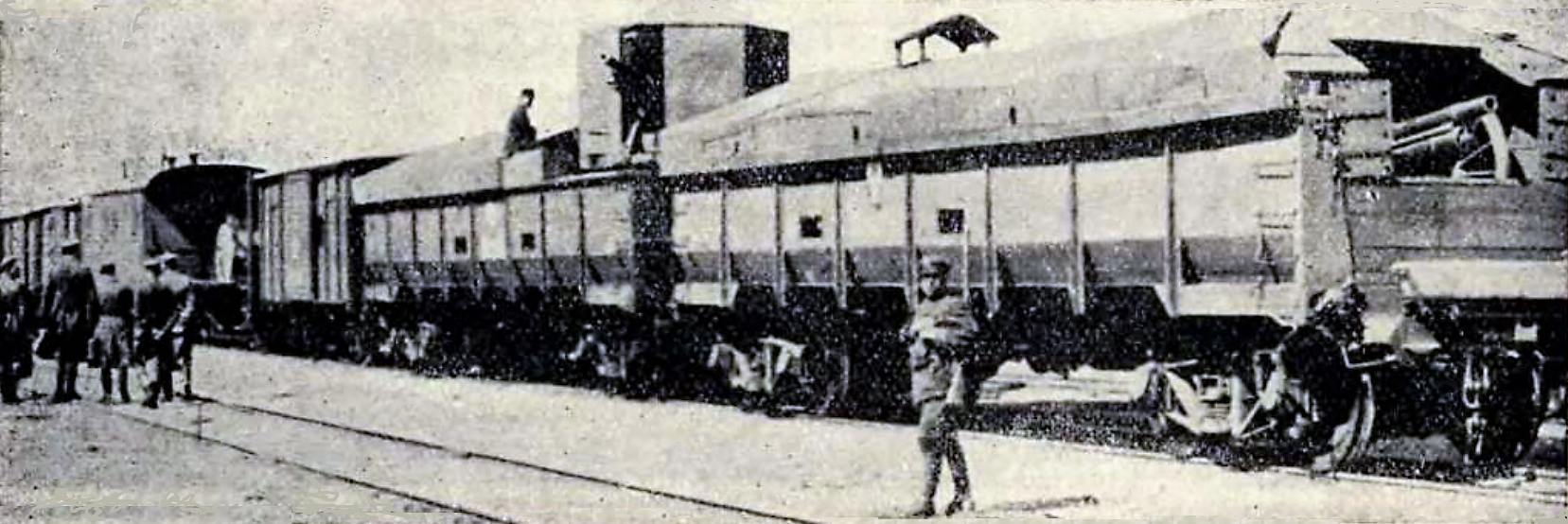
Transportowanie grupy poleskiej na linię Dniepru; maj 1920

W ramach przygotowań do ofensywy kompanie kolejowe przystąpiły do naprawy uszkodzonych odcinków torów i mostów kolejowych położonych w pobliżu linii frontu. Na przełomie drugiej i trzeciej dekady kwietnia obciążenie dofrontowych i rokadowych linii kolejowych niejednokrotnie przekraczało ich maksymalną przepustowość. Najbardziej obciążone były linia rokadowa Łuniniec–Sarny–Miropol i linia dofrontowa Kowel–Zdołbunów–Szepetówka–Zwiahel. Każdej dywizji piechoty przydzielono czołówkę kolejową. Przygotowano trzy pociągi amunicyjne: pociąg amunicyjny nr 138 (33 wagony), pociąg nr 139 (50 wagonów), pociąg nr 140 (40 wagonów), z zapasem amunicji na trzy dni dla piechoty, na cztery dni dla artylerii.
W trakcie ofensywy podstawowym zadaniem kompanii kolejowych było jak najszybszym uruchomieniu linii kolejowych na obszarach zajmowanych przez wojska polskie. W ciągu dwóch tygodni uruchomiono linie Szepietówka–Korosteń–Kijów, Sarny–Korosteń, Koziatyn–Fastów–Kijów, Koziatyn–Holendry, Płoskirów–Żmerynka, Żmerynka–Wapniarka. Usunięto także uszkodzenia na linii Szepietówka–Koziatyn. Do końca maja uruchomiono niemal wszystkie połączenia kolejowe na zajętych obszarach Ukrainy. Zdecydowano o utrzymaniu w strefie przyfrontowej torów dwóch szerokości: normalnego i szerokiego.
Po obsadzeniu i uruchomieniu linii kolejowych, kierownictwo w zakresie utrzymania ruchu kolejowego spoczywało na barkach kompanii kolejowych. Ich liczba była jednak dalece niewystarczająca. W ich szeregach brakowało wykwalifikowanych „ruchowców”. Sytuacji nie poprawiło nawet przybycie trzech kompanii ruchowych drugiej linii. Wobec tego prowadzenie ruchu przejęli miejscowi kolejarze cywilnych, zaś organa wojskowe ograniczyły się przeważnie do sprawowania kontroli.
Działania odwrotowe
Przełamanie frontu polskiego na Ukrainie przez Armię Konną Budionnego i wyjście Sowietów na głębokie tyły wojsk polskich uniemożliwiało planowe przeprowadzenie ewakuacji, wprowadzało dezorganizację i chaos na kolejach oraz szerzyło popłoch i panikę wśród cywilnego personelu. Miejscowy żywioł bolszewicki szerzył agitację wśród kolejarzy, nawołując do sabotażu i unieruchomienia kolei przed ukończeniem ewakuacji. Ewakuację węzła kijowskiego utrudniło zbyt późne wydanie rozkazu ewakuacyjnego, co o mało nie doprowadziło do kompletnego odcięcia i stracenia całego taboru kolejowego znajdującego się w Kijowie. Ewakuacja stacji Kijów rozpoczęła się dopiero 8 czerwca, kiedy z rozkazu dowództwa 3 Armii kompania kolejowa zniszczyła dwa mosty kolejowe na Dnieprze (magistralny i obwodowy).
Walki odwrotowe postawiły przed wojskami kolejowymi nowe zadania. Kompanie kolejowe zapewniały ewakuację stacji i węzłów kolejowych, utrzymując je do podejścia nieprzyjaciela w stanie nadającym się do eksploatacji, a potem dokonywały zniszczeń. Do 1 lipca zniszczono około 650 mostów i obiektów kolejowych, w tym: 61 stacji wodnych, 417 zwrotnic, 6 parowozowni i warsztatów kolejowych, 90 mostów i przepustów kolejowych, a także wiele kilometrów torowisk. Każda kompania kolejowa dysponowała własnym pociągiem. Wiele kompanii, wyposażonych tylko w broń ręczną i nie posiadających odpowiedniego przeszkolenia do walki w polu, musiało podróżować samotnie i było narażonych na spotkanie ze ścigającymi je oddziałami nieprzyjaciela. Jednak tylko dwie w wyniku walki utraciły swój sprzęt i tabor.
Także na północnym odcinku frontu sytuacja operacyjna stawała się bardzo trudna. Cały tabor szerokotorowy Dyrekcji Wileńskiej skierowano do Baranowicz, a dalej przez Brześć i Luków do Dęblina. Ponieważ jednak linia Baranowicze-Brześć-Luków-Dęblin posiadała tor wyłącznie normalny, ważna okazała się szybkość, z jaka przekuwano tor. Prace te wykonywały wspólnie brygady robocze dyrekcji i wojska kolejowe. Odcinek Dęblin-Łuków-Brześć przekuły dyrekcje wspomagane przez kompanie 5 batalionu kolejowego, a Brześć-Baranowicze kompanie kolejowe. Działania te pozwoliły uratować dużą część taboru szerokotorowego i skierować go do Dęblina. Ogółem w Dęblinie zebrano 201 parowozów, 379 wagonów osobowych i 6029 wagonów towarowych.
W natarciu
W związku z przygotowaniami do bitwy nad Wisłą Naczelne Dowództwo zarządziło nowe przydziały oddziałów wojsk kolejowych. 1 Armia otrzymała 4 batalion kolejowy (6 kompanii), 10 batalion kolejowy (4 kompanie) i 2 kompanię ruchową, 3 Armia – 2 batalion kolejowy (6 kompanii), 1 kompanię ruchową i 2 kompanię motorową, 4 Armia – 3 batalion kolejowy (6 kompanii), 5 Armia – 6 batalion kolejowy (6 kompanii), 6 Armia – 1 batalion kolejowy (6 kompanii), 3 kompanię ruchową, 1 kompanię motorową. W rezerwie Naczelnego Dowództwa pozostał 5 batalion kolejowy. 2 Armia, broniąca linii środkowej Wisły, nie otrzymała przydziału oddziałów kolejowych, ale w razie potrzeby użyć miała wąskotorową kolejkę Grójecką, ewentualnie zostałaby wsparta kompanią 10. lub 5 batalionu kolejowego.
Po zwycięstwie nad Wisłą, zarówno żołnierze jak i cywilni pracownicy kolei w bardzo szybkim tempie naprawili linie kolejowe i prowizorycznie przygotowali je do eksploatacji. Umożliwiło to przewiezienie trzech dywizji z południa na północ: dwóch – do rejonu Białystok-Grodno, a trzeciej do Wołkowyska.
W ostatnich dniach sierpnia rozpoczęto przegrupowanie wojsk do nowych operacji na Wołyniu, w Galicji i na północnym odcinku frontu. Wojska kolejowe wykonały ogromną pracę, przerzucając koleją wielkie ilości ludzi i sprzętu na znaczne odległości. W ciągu kilku dni prowizorycznie usuwano uszkodzenia na setkach kilometrów linii kolejowych.

W ramach przygotowań do bitwy nad Niemnem i ofensywy na Wołyniu, 2 Armia otrzymała 4 batalion kolejowy, 3 Armia 2 batalion oraz 1 i 2 kompanię ruchową, 4 Armia 3 i 5 batalion kolejowy. Po pierwszej fazie bitwy (30 września) szef kolejnictwa polowego dokonał nowego podziału: 2 batalion kolejowy, kompania motorowa i trzy kompanie jeńców działające do tej pory w ramach 3 Armii zostały podporządkowane dowództwu 6 Armii; przy 3 Armii pozostał 4 batalion, a przy 4 Armii 5 batalion kolejowy. Ponieważ nieprzyjaciel dokonał znacznych zniszczeń, poszczególnym batalionom przydzielono czołowe odcinki frontowych linii kolejowych, z zadaniem uruchomienia ich i utrzymywania. 2 batalion miał uruchomić linię Kowel–Szepetówka, 3 batalion linię Wołkowysk–Baranowicze. Ponadto 3 batalion nadzorował dwa czołowe odcinki linii kolejowych. 6 batalionowi przydzielono trzy czołowe odcinki, 10 batalionowi jedną linię, 5 batalionowi jedną linię normalną i dwie wąskotorowe, 6 batalionowi dwa odcinki czołowe oraz linię Sarny–Równe.
Władysław Dec wspominał:

Dla zapewnienia dowozu żywności do oddziałów trzeba było używać różnych improwizacji, uciekając się nawet do ciągu konnego na trasie kolejowej i organizowania kilku pośrednich punktów przeładunkowych (z braku mostów kolejowych). Wspólne wysiłki tak dowódcy dywizji i jego sztabu, jak również organów intendenckich, oraz wydatna pomoc w tym zakresie, udzielana przez dowódców formacji, pozwoliły jednakże na przetrwanie kryzysu zaopatrzeniowego, który – trzeba to z naciskiem podkreślić – nie wpłynął ujemnie na tok przeprowadzanych działań taktycznych.

## Pociągi pancerne

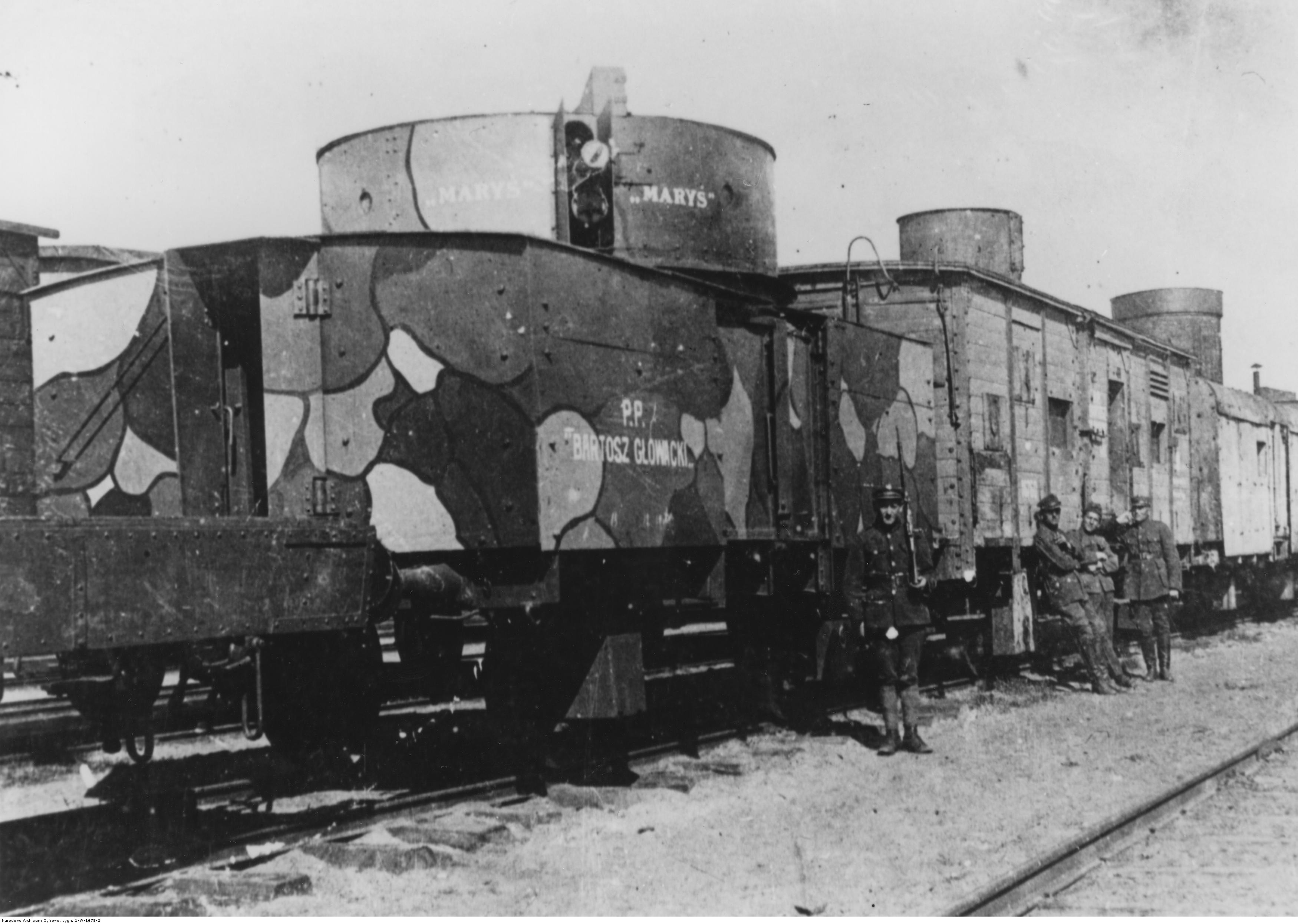
Pociąg pancerny „Bartosz Głowacki”

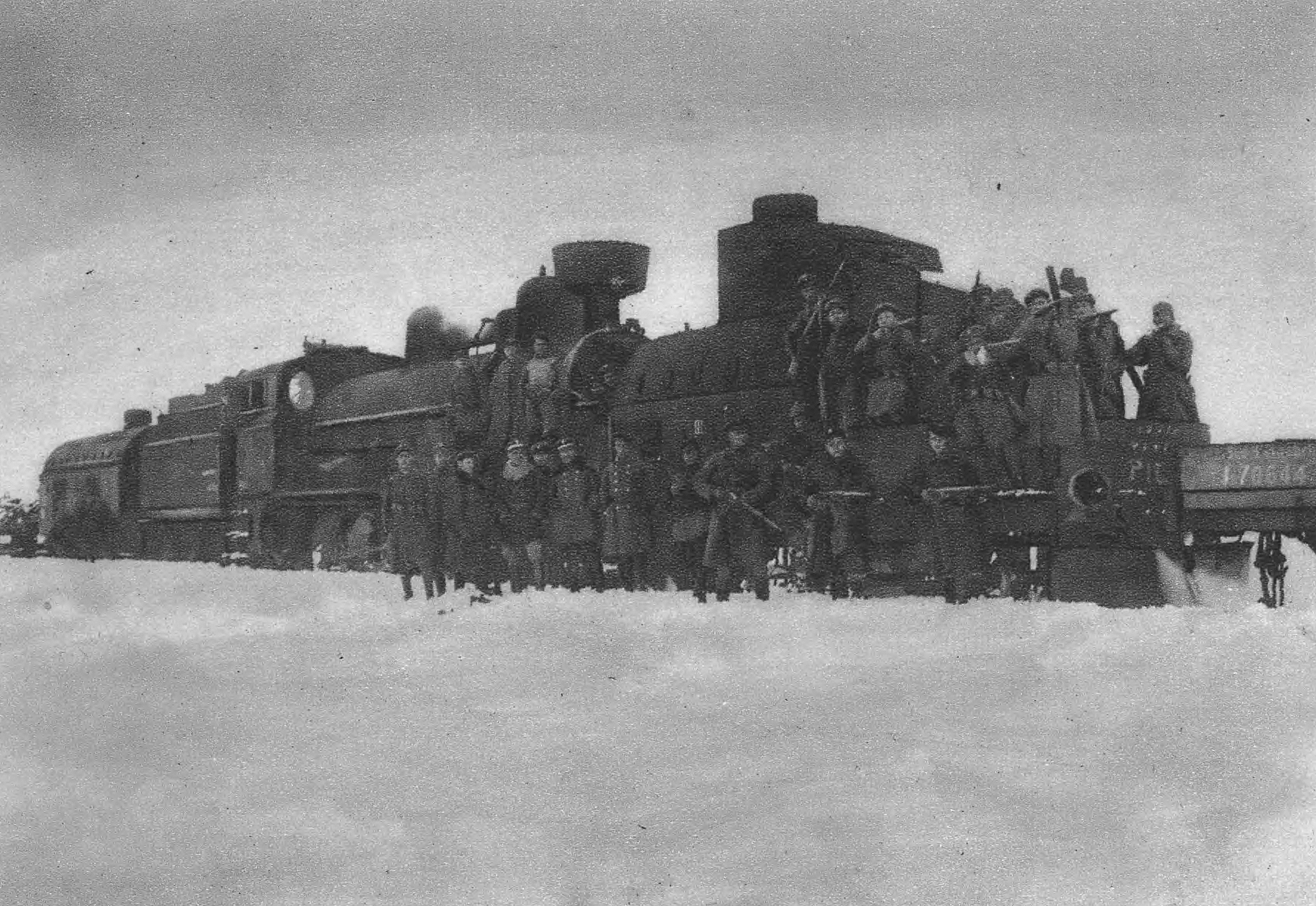
Pociąg pancerny „Piłsudczyk”

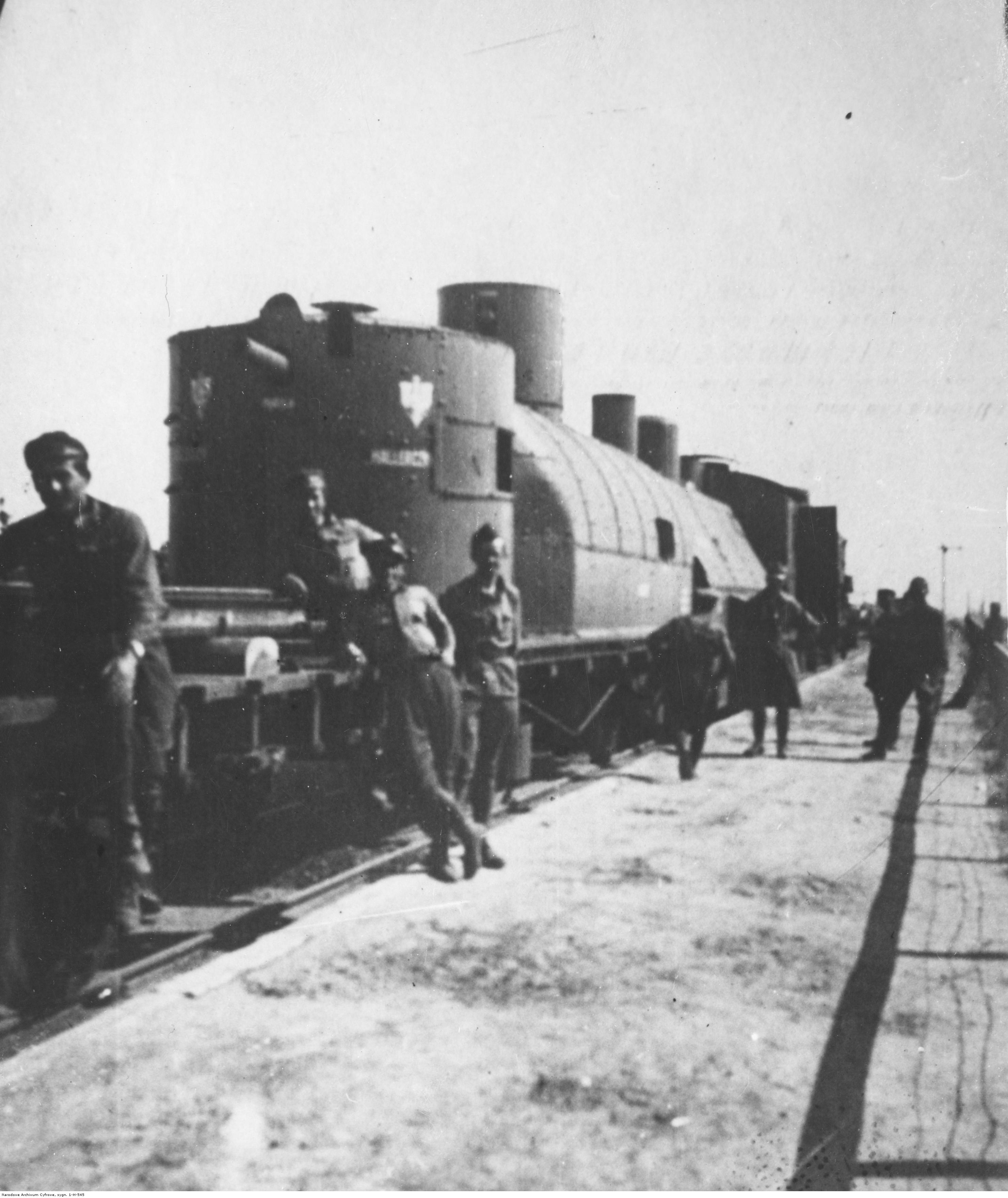
Pociąg pancerny „Hallerczyk”

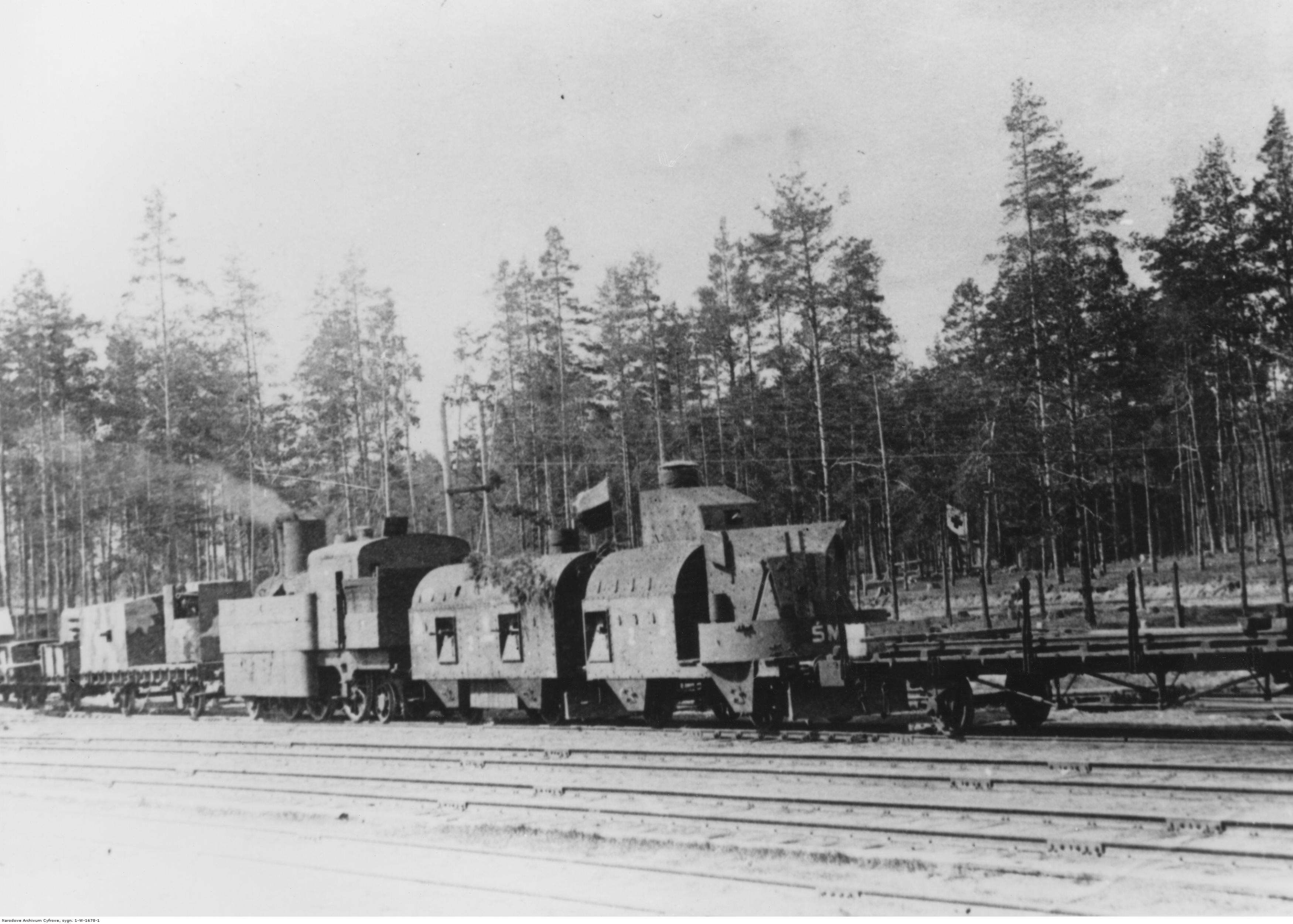
Pociąg pancerny „Śmiały”

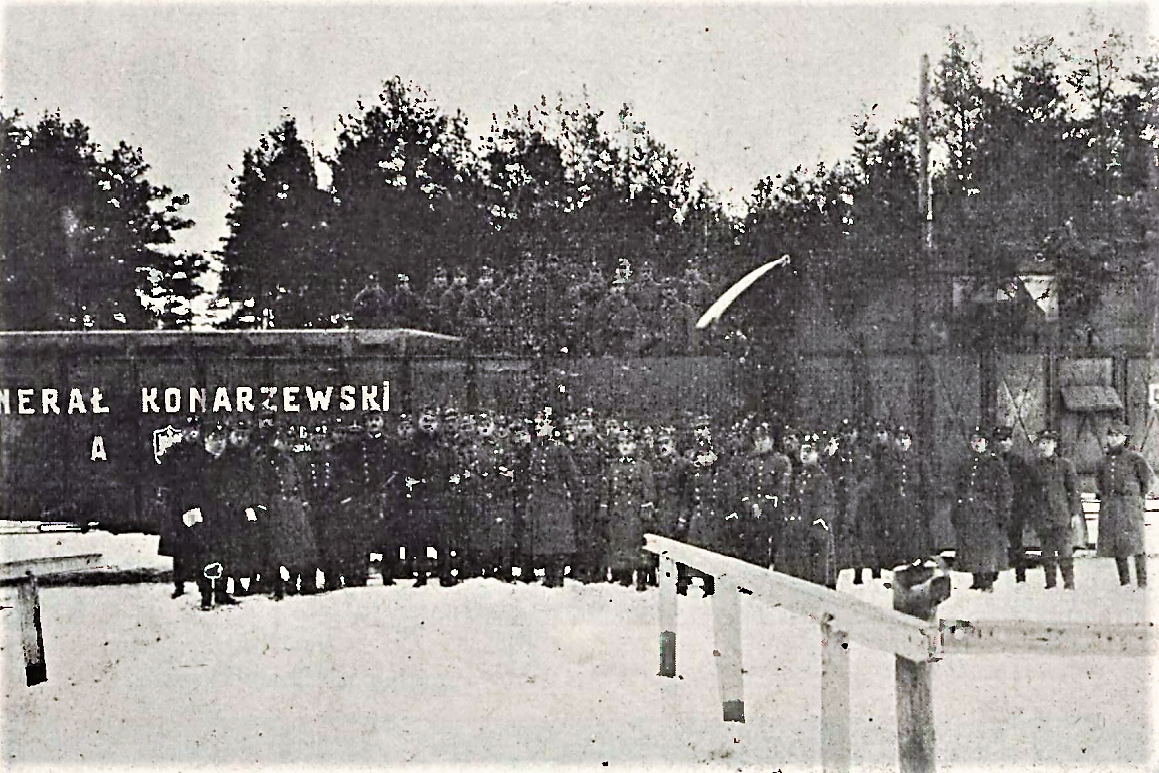
Pociąg pancerny „Generał Konarzewski”

Podczas wojny polsko-bolszewickiej walczące armie chętnie używały pociągów pancernych. Solidnie opancerzony i dobrze uzbrojony pociąg był w ówczesnych warunkach ważnym środkiem walki i niejednokrotnie jego obecność na froncie przesądzała o rezultatach boju. Pociągi były wykorzystywane także do rozpoznania, łączności, przewożenia rannych, a nawet transportu amunicji i posiłków bezpośrednio na pole walki.
Raport kolejowy z 2 sierpnia 1919 wymienia 20 pociągów pancernych:
| Numer i nazwa pociągu | Miejsce stacjonowania |
| --------------------- | --------------------- |
| Nr 1 „Piłsudczyk”     | Baranowicze           |
| Nr 2 „Śmiały”         | ?                     |
| Nr 3 „Lis Kula”       | Częstochowa           |
| Nr 4 „Halerczyk”      | Będzin                |
| Nr 5 „Odsiecz”        | ?                     |
| Nr 6 „Gromoboj”       | Stanisławów           |
| Nr 7 „Smok”           | Kraków                |
| Nr 8 „Wilk”           | Szczakowa             |
| Nr 9 „Wawel”          | Wielkopolska          |
| Nr 10 „Pionier”       | Barszczów             |
| Nr 11 „Poznańczyk”    | Teresin               |
| Nr 12 „Kaniów”        | ?                     |
| Nr 13 „Boruta”        | Osowiec               |
| Nr 14 „Zagończyk”     | Ciechanów             |
| Nr 15 „Groźny”        | Kierwce               |
| Nr 16 „Mściciel”      | Łuniniec              |
| Nr 17 „Saper”         | Warszawa              |
| Nr 18 „Odsiecz II”    | Kutno                 |
| Nr 19 „Polesiak”      | Pińsk                 |
| pociąg zbiorowy       | Sambor                |

Przygotowując wiosenną ofensywę na Ukrainie Naczelne Dowództwo dokonało podziału czynnych pociągów pancernych między poszczególne armie. Według stanu z 10 kwietnia 1920 w linii pozostawały następujące pociągi pancerne:
| Armia    | Pociągi                                                            |
| -------- | ------------------------------------------------------------------ |
| 1 Armia  | „Lis Kula”, „Boruta”                                               |
| 2 Armia  | „Zagończyk”, „Groźny”, „Gen. Dowbór”, „Gen. Lisowski”              |
| 4 Armia  | „Piłsudczyk”, „Śmiały”, „Paderewski”, „Kaniów”, „Gen. Konarzewski” |
| 6 Armia  | „Halerczyk”, „Pionier”, „Gen. Iwaszkiewicz”                        |
| 7 Armia  | „Śmigły”, „Mściciel”                                               |
| Odwód ND | „Wilk”, „Danuta”, „Rzepicha”, „Odsiecz”                            |
| Razem    | 20                                                                 |

Latem 1920 przekazano wojsku pociągi pancerne „Śmierć”, „Zawisza Czarny”, „Bartosz Głowacki”, „Huragan", „Reduta Ordona”. Załogi pięciu pociągów liczyły ogółem 22 oficerów, 169 podoficerów, 447 szeregowców. Brakujących żołnierzy dobrano spośród personelu kolejowego.
Niemożliwe jest dokładne określenie liczby pociągów pancernych używanych przez Wojsko Polskie w okresie wojny. Wytwórnie krajowe dostarczyły prawdopodobnie około 70 pociągów. Niektóre pociągi łączono po dwa lub trzy pod nową nazwą. Na froncie używano także improwizowanych pociągów pancernych wystawianych przez walczące oddziały przy pomocy pracowników kolei. Ich nazwy pojawiają się incydentalnie w rozkazach, bez bliższych informacji o jednostce, jej załodze i wyposażeniu. Do tego trzeba doliczyć sprzęt zdobyczny: niemiecki, austriacki i przede wszystkim rosyjski. Z meldunków o zdobyczach wojennych wynika, że na Armii Czerwonej zdobyto co najmniej 20 pociągów pancernych.